# صفية بوخيمة
صفية بوخيمة  (ولدت 10 يناير 1991 ببجاية، الجزائر) هي لاعبة كرة طائرة جزائرية. شاركت وهي في سن 17 في الألعاب الأولمبية ببكين 2008 مع المنتخب الجزائري للسيدات وأيضا في البطولة العالمية 2010 وكأس العالم 2011 وفازت معه بكأس إفريقيا 2009 وبالميدالية الذهبية في الألعاب الإفريقية 2011 . تلعب في منصب مهاجمة/مستقبلة وتعتبر من أهم مهاجمات المنتخب.

## معلومات الاندية
النادي الحالي  : التجمع الرياضي البترولي (الجزائر) 
النادي السابق  : جمعية ولاية بجاية (الجزائر) 
معلومات تقنية :
الطول: 1,76 م
الارتقاء في السحق : 2,94 م
الارتقاء في الصد : 2,84 م
- منتخب الجزائر لكرة الطائرة سيدات
- البطولة الجزائرية لكرة الطائرة سيدات

## روابط خارجية
- صفية بوخيمة على موقع عالم الكرة الطائرة (الإنجليزية)
- صفية بوخيمة على موقع أوليمبيديا (الإنجليزية)